# Лей Командования Красной армии
Лей Командования Красной армии (рум. Bilete emise de către Comandamentul Armatei Roșii) — денежные знаки, выпускавшиеся советским военным командованием в Румынии и обращавшиеся в 1944 году параллельно с леем.

## История
В конце марта 1944 года советские войска вступили на территорию Румынии. Советским правительством было принято решение изготовить для выпуска в Румынии военные денежные билеты, выписанные в национальных денежных единицах — леях. В Соглашении о перемирии союзнических держав с Румынией, устанавливалось, что 

 
Румынское Правительство должно регулярно выплачивать денежные суммы в румынской валюте, потребные Союзному (Советскому) Главнокомандованию для выполнения его функций...

Соглашением о перемирии союзнических держав с Румынией, заключённым 12 сентября 1944 года, устанавливалось:

Румынское Правительство изымет и выкупит в такие сроки и на таких условиях, какие будут указаны Союзным (Советским) Главнокомандованием, всю находящуюся на румынской территории валюту, выпущенную Союзным (Советским) Главнокомандованием, и безвозмездно передаст изъятую таким образом валюту Союзному (Советскому) Главнокомандованию.

Выпуск этих денежных знаков был ограниченным, находились они в обращении недолго. После завершения в октябре 1944 г. освобождения страны от немецких войск румынское правительство приступило к выкупу денежных знаков советского военного командования на национальную валюту из расчета 1 военный лей за 5 румынских леев. В дальнейшем изъятые из обращения военные леи были переданы советскому командованию.

## Банкноты
Денежные знаки содержат надпись «Comandamentul Armatei Roșii» («Командование Красной армии») и указание года — 1944. Банкноты однотипные, одно- и двухцветные, с буквенным обозначением серии и порядковым номером. В настоящее время все купюры принадлежат к числу редких, а банкноты номиналом свыше 100 леев — крайне редких.
| Изображение     | Изображение       | Номинал   | Размеры (мм) | Основные цвета        | Годы   | Годы    | Годы           |
| Лицевая сторона | Оборотная сторона | Номинал   | Размеры (мм) | Основные цвета        | Печати | Выпуска | Изъятия        |
| --------------- | ----------------- | --------- | ------------ | --------------------- | ------ | ------- | -------------- |
|                 |                   | 5 леев    | 115×60       | Синий                 | 1944   | 1944    | 1 октября 1944 |
|                 |                   | 10 леев   | 160×80       | Коричневый            | 1944   | 1944    | 1 октября 1944 |
|                 |                   | 20 леев   | 170×85       | Синий                 | 1944   | 1944    | 1 октября 1944 |
|                 |                   | 100 леев  | 186×100      | Коричневый, оливковый | 1944   | 1944    | 1 октября 1944 |
|                 |                   | 500 леев  | 195×104      | Коричневый            | 1944   | 1944    | 1 октября 1944 |
|                 |                   | 1000 леев | 200×105      | Красный               | 1944   | 1944    | 1 октября 1944 |
|                 |                   | 5000 леев | 205×102      | Синий                 | 1944   | 1944    | 1 октября 1944 |